# Подразумеваемые полномочия
Подразумеваемые полномочия (англ. Implied powers) – термин конституционного права США, описывающий полномочия (Конгресса или президента), которые прямо не прописаны в Конституции США, но подразумеваются, исходя из других, упомянутых конституцией полномочий. Термин был впервые упомянут министром финансов Александром Гамильтоном 23 февраля 1791 года при доказательстве конституционности предложенного им Банковского билля. Впоследствии понятие подразумеваемых полномочий несколько раз использовалось политиками США, в частности, при покупке Луизианы. 

## Определение
Верховный Суд США признаёт четыре вида полномочий: упомянутые, подразумеваемые, результирующие и наследуемые. Именно о них говорится в статье 1, части 1 Конституции США: «Все законодательные полномочия возложены на Конгресс Соединённых Штатов, который состоит из Сената и Палаты Представителей» (All legislative Powers herein granted shall be vested in a Congress of the United States, which shall consist of a Senate and House of Representatives). Среди них подразумеваемые полномочия – это такие, которые необходимы для реализации иных, прямо упомянутых полномочий.

## Появление термина
14 декабря 1789 года министр финансов Александр Гамильтон предоставил Первому Конгрессу США свой «Отчёт о национальном банке», предлагающий Конгрессу учредить Национальный банк США. На основании отчёта был составлен Банковский билль, который 20 января 1790 года был принят Сенатом и передан на обсуждение в Палату представителей, где встретил возражения со стороны делагатов от Вирджинии, в первую очередь Джеймса Мэдисона. Не имея возражений против банков как таковых, Мэдисон опасался, что учреждение банка в Филадельфии помешает переносу столицы из Филадельфии на реку Потомак. 
Мэдисон обвинил билль в неконституционности: он утверждал, что Конституция не даёт Конгрессу полномочий учреждать корпорации, а все полномочия, прямо не упомянутые конституцией, остаются за правительствами штатов. Здесь Мэдисон пошёл против своих же прошлых убеждений; историк Джон Ферлинг писал, что в годы Конституционного конвента Мэдисон был явным сторонником доктрины предполагаемых полномочий.
Аргументы не убедили Конгресс, и 8 февраля 1791 года билль был принят и поступил на подпись президенту Джорджу Вашингтону. Тот усомнился в конституционности закона и спросил мнения Джефферсона и Рэндольфа, которые уверенно назвали закон неконституционным. Тогда Вашингтон спросил мнения Гамильтона и тот сразу же предоставил ему подробный ответ, известный как «Мнение о конституционности Акта по учреждению банка» (Opinion on the Constitutionality of an Act to Establish a Bank). Вашингтон получил этот ответ 23 февраля.
Гамильтон писал, что Конгресс действует на основании делегированных народом полномочий:

Бесспорно, существуют подразумеваемые, так же как и высказанные, полномочия, и первые так же делегированы, как и вторые.
Оригинальный текст (англ.)– It is not denied, that there are implied, as well as express powers, and that the former are as effectually delegated as the latter.

Он писал, что право учреждения корпорации может быть подразумеваемым, как и любое другое. Оно может быть использовано как инструмент или как средство для реализации иных, прямо оговоренных полномочий. Вопрос только в том, является ли конституционной цель учреждения корпорации. Например, Конгресс не имеет право учреждать корпорацию по наблюдению за полицией города Филадельфии, потому что не уполномочен управлять полицией Филадельфии. Однако он может создать корпорацию по сбору налогов или для переговоров с индейцами.
Аргументы Гамильтона убедили Вашингтона и 25 февраля он подписал билль.

## Практика применения
Томас Джефферсон был противником Гамильтона и критиковал его трактовку Конституции, однако впоследствии, в 1803 году, он сам воспользовался доктриной подразумеваемых полномочий, когда заключил с Францией договор о покупке Луизианы.
В 1816 году был учреждён Второй банк США, и на этот раз штат Мэриленд объявил решение неконституционным. Дело  McCulloch v. Maryland слушалось в Верховном Суде в 1819 году; судья Джон Маршалл постановил, что Конгресс имеет полномочия учреждать банки, ссылаясь на доктрину «подразумеваемых полномочий». «Если цели легитимны и конституционны, — постановил он, — и если средства не запрещены и соответствуют букве и духу конституции, то они конституционны».

### Статьи
- W. F. Dodd. Implied Powers and Implied Limitations in Constitutional Law (англ.) // The Yale Law Journal. — The Yale Law Journal Company, Inc., 1919. — Vol. 29, iss. 2. — P. 137-162. — doi:10.2307/786104.